# Martin Štika
Martin Štika (* 1985) je český právník, ekonom a soudní exekutor působící v Hradci Králové. Zabývá se exekučním právem, k tématu pravidelně publikuje a vystupuje v odborných i veřejných debatách.

## Život

### Vzdělání
Vystudoval Ekonomiku a management na Vysoké škole finanční a správní v Praze a souběžně absolvoval Právnickou fakultu Západočeské univerzity v Plzni. V roce 2014 získal titul JUDr. na Právnické fakultě Univerzity Karlovy.
V roce 2023 dokončil doktorské studium v oboru Teoretické právní vědy na Západočeské univerzitě v Plzni.

### Profesní působení
V roce 2016 byl jmenován soudním exekutorem v Hradci Králové. Od roku 2019 je přidruženým členem Právní a legislativní komise Exekutorské komory České republiky.
Zapojuje se do aktivit zaměřených na zvyšování povědomí o exekučním řízení a prevenci zadlužování. Přednáší pro studenty, pracovníky sociálních služeb i v rámci komunitních aktivit.
Vystupuje v médiích a poskytuje rozhovory, kde se věnuje praktickým aspektům exekucí. Vyjádřil se například v podcastu Právo21, kde hovořil o problémech právní úpravy exekučního řízení a potřebě její modernizace, nebo v rozhovoru pro Český rozhlas Plus, kde upozornil na nedostatečnou vymahatelnost práva a nutnost zavedení nových nástrojů.
Ve volném čase se aktivně věnuje vytrvalostnímu běhu.

## Publikační činnost

#### Odborné monografie
- Exekuce v praxi, 2024 – Nakladatelství: Vydavatelství a nakladatelství Aleš Čeněk, s.r.o., ISBN 	978-80-7380-942-3[21]
- Soudní exekuce, 2023 – Nakladatelství: Wolters Kluwer ČR, ISBN 978-80-7676-114-8[22]

#### Komentáře k právní předpisům
- Zákon č. 214/2022 Sb., o zvláštních důvodech pro zastavení exekuce – komentář (Milostivé léto II), 2022 – Nakladatelství: Wolters Kluwer ČR, ISBN 978-80-7676-074-5
- Zákon č. 38/2021 Sb., o chráněném účtu – komentář, 2021 – Nakladatelství: Wolters Kluwer ČR, ISBN 978-80-7676-012-7

## Ocenění
- V roce 2017 v třináctém ročníku celojustiční soutěže Právník roku, pořádané Českou advokátní komorou, získal 3. místo v kategorii Talent roku.[23]
- V roce 2023 získal ocenění „Civilistický pábitel“ za nejlepší příspěvek na doktorandské konferenci Civilistické pábení pořádané Právnickou fakultou Univerzity Karlovy. Jeho příspěvek nesl název Dopady exekucí do rodinných vztahů a vývoje dítěte.[24][25]